# ミッドロージアン統監
ミッドロージアン統監（ミッドロージアンとうかん、英語: Lord Lieutenant of Midlothian）は、イギリスの官職。統監の1つで、ミッドロージアンを担当する。1789年に勃発したフランス革命がヨーロッパ諸国に飛び火するとともに1792年にはスコットランド各地で暴動がおこり、地方政府の対応に不満を感じたイギリス政府は1794年にイングランドの統監職をスコットランドでも常設職として設立した。

## 一覧
- 1794年3月17日 – 1812年1月11日：第3代バクルー公爵ヘンリー・スコット[2][3]
- 1812年1月25日 – 1819年4月20日：第4代バクルー公爵チャールズ・モンタギュー＝スコット[2]
- 1819年6月8日 – 1824年4月27日：第6代ロジアン侯爵ウィリアム・カー[2]
- 1824年6月2日 – 1827年7月17日：第16代モートン伯爵ジョージ・ダグラス[2]
- 1828年1月3日 – 1884年4月16日：第5代バクルー公爵ウォルター・モンタギュー・ダグラス・スコット[2]
- 1884年5月17日 – 1929年5月21日：第5代ローズベリー伯爵アーチボルド・プリムローズ[2]
- 1929年10月8日 – 1964年：第6代ローズベリー伯爵ハリー・プリムローズ（英語版）[2][4]
- 1964年6月4日 – 1972年：第9代準男爵サー・マクスウェル・イングリス[2][5]
- 1972年7月11日 – 1992年：第10代準男爵サー・ジョン・クラーク[2][6]
- 1992年3月17日 – 2003年：ジョージ・ウォードロー・バーネット[2][7]
- 2003年8月13日 – 2013年10月18日：パトリック・ロバート・プレンター[2][8][9]
- 2013年10月18日 – 2020年4月3日：第11代準男爵サー・ロバート・クラーク[8][10][11]
- 2020年4月30日 – ：リチャード・カレンダー[10][12]